# Rusiec (Mazovie)
Pour les articles homonymes, voir Rusiec.
Rusiec (prononciation : [ˈruɕet͡s]) est un village polonais de la gmina de Nadarzyn dans le powiat de Pruszków de la voïvodie de Mazovie dans le centre-est de la Pologne.
Il se situe à environ 2 kilomètres au sud de Nadarzyn (siège de la gmina), 10 kilomètres au sud de Pruszków (siège du powiat) et à 21 kilomètres au sud-ouest de Varsovie (capitale de la Pologne).

## Histoire
De 1975 à 1998, le village appartenait administrativement à la voïvodie de Varsovie.